# Mars 1821

## Événements
- Début de la campagne d'Intermedios de Miller contre les royalistes espagnols au Pérou (fin en juillet)[1].

- 4 mars : cérémonie d'investiture à Washington D.C. du président des États-Unis, James Monroe, pour un deuxième mandat.

- 5 mars : Alexandre Ypsilanti venant de Bessarabie entre à Iasi et appelle à la révolte les Grecs de Morée et d’Épire, les Serbes, les Bulgares, et annonce l’intervention imminente des armées du tsar[2]. Vladimirescu marche sur Bucarest avec 8 000 hommes et 3 canons tandis que l’armée hetairiste, composée de Grecs, de Bulgares, de Serbes et de Monténégrins entre en Valachie à partir de Galatz. Le tsar condamne comme « révolutionnaire » l’action d’Ypsilanti. Le départ du consul général russe Pini ajoute à la confusion.

- 7 - 9 mars : les troupes des insurgés napolitains du général Guglielmo Pepe sont vaincues à Rieti et à Antrodoco[3]. Le souverain légitime est restauré à Naples[4].

- 10 mars : Andrew Jackson est nommé gouverneur militaire de la Floride, il servira jusqu'au 31 décembre 1821.

- 11 - 12 mars : soulèvement de l’armée au Piémont. L’insurrection gagne Turin et contraint Victor-Emmanuel Ier à abdiquer. Le colonel de Santarosa, ami de l’héritier présomptif Charles-Albert de Savoie-Carignan, accorde son soutien aux insurgés. Une Constitution est proclamée le 16 mars[5].

- 14 mars : signature de la paix entre Alger et Tunis devant l’influence grandissante des puissances européennes, sous les auspices du sultan ottoman dont la suzeraineté est réaffirmée[6]. La réconciliation reste formelle.

- 23 mars : la bauxite est découverte par le chimiste Pierre Berthier près du village des Baux-de-Provence.

- 25 mars : insurrection de la Grèce déclenchée par le patriarche de Patras, Germanos, en parallèle à l’intervention ottomane contre Ali Pacha de Janina en 1820[7]. Début de la guerre d'indépendance grecque contre l'Empire ottoman (fin en 1829). Les patriotes répondent à l’appel et obtiennent de nombreux succès. Les klephtes forment le noyau actif du mouvement insurrectionnel, cimenté par la religion orthodoxe mais aussi par les idées de la Révolution française diffusées à partir de l’Illyrie par les armées de Napoléon. Ils piratent et coupent les routes, tandis que le sultan fait pendre le patriarche Grégoire V de Constantinople en habits sacerdotaux le jour de Pâques (10/22 avril).

- 31 mars : abolition de l'Inquisition au Portugal[8].

## Naissances
- 11 mars : Churchill Babington (mort en 1889), archéologue, naturaliste et humaniste britannique.
- 15 mars :
  - Eduard Heine (mort en 1881), mathématicien allemand.
  - Johann Josef Loschmidt (mort en 1895), physicien et chimiste autrichien.
  - Adam Prażmowski (mort en 1885), astronome et astrophysicien polonais.
- 19 mars : Sir Richard Francis Burton, explorateur britannique († 19 octobre 1890).
- 25 mars : Robert Bentley, botaniste britannique († 1893)
- 28 mars :
  - Ernest de Tarteron, à Sumène dans le département du Gard, homme politique français (†1888).
  - Jules Haime (mort en 1857), naturaliste et géologue français.
- 31 mars : Fritz Müller (mort en 1897), biologiste allemand.

## Décès
- 9 mars : Nicholas Pocock, peintre anglais (° 2 mars 1740).